# Georg Goetz
Georg Goetz (Gompertshausen, 3 novembre 1849 – Jena, 1º gennaio 1932) è stato un filologo classico tedesco.

## Biografia
Dal 1870 al 1873 studiò all'Università di Lipsia, dove ebbe come insegnante Friedrich Ritschl. Nel 1873 conseguì il dottorato con la tesi De temporibus Ecclesiazuson Aristophanis e, dopo la laurea, lavorò come tutore a San Pietroburgo. Nel 1877 conseguì l'abilitazione in filologia classica a Lipsia e due anni dopo divenne professore associato all'Università di Jena. Dal 1880 al 1924 fu professore ordinario di filologia classica a Jena, prestando servizio come rettore universitario in tre diverse occasioni (1890/91, 1902 e 1910/11).

## Opere
- Dittographien im Plautustexte nebst methodischen Folgerungen. Eine kritische Untersuchung. In: Acta societatis philologae Lipsiensis. Band 6 (1877), S. 233–328.
- Analecta Plautina. Leipzig 1877 (con Fritz Schöll e Gustav Löwe).
- Glossarium Terentianum ex recensione. Jena 1885.
- De Astrabae Plautinae fragmentis commentatio. Jena 1893.[2]
- M. Terenti Varronis rerum rusticarum libri tres, post Henricum Keil iterum, 1912.
- M. Porci Catonis De agri cultura liber, 1922.[3]